# 桂昇蝶
桂 昇蝶（かつら しょうちょう、1955年3月1日 - ）は、大阪府大阪市出身の落語家。松竹芸能所属、上方落語協会会員。本名∶東中 勉。出囃子は『馬かけ』。

## 経歴
大阪府立港高等学校卒業。
1973年6月14日に二代目桂春蝶に入門、「さなぎ」を名乗る。
1987年3月、「昇蝶」に改名。

## 出演

### テレビ番組
- ワイドショー・プラスα（朝日放送）
- 今夜はちょっと気晴亭（朝日放送）
- つるまげどん（毎日放送）

### ラジオ番組
- つるべがおかず（ABCラジオ）
- 桂さなぎのやりくりジョッキー（ラジオ大阪）
- バンザイ歌謡曲それッ! （ラジオ大阪）